# 産科瘻孔
産科瘻孔（さんかろうこう）は、出産により産道に穴ができる疾患である。膣と直腸、または尿管あるいは膀胱の間に発症することがある。発症により尿や便の失禁を引き起こす場合がある。
合併症には、うつ病、不妊症、社会的孤立などがあげられる。また、膀胱膣瘻の場合は尿漏れの量を防ぐために水分の摂取を控える場合があり、これが別の合併症を引き起こす可能性がある。
危険因子には、難産、医療へのアクセス不足、栄養失調、10代の妊娠などがあげられる。根本的な機序は、長期間にわたる患部の血流不良である。診断は一般的に症状に基づき、メチレンブルーの使用によって確認される場合がある。
ほとんどの産科瘻孔は、適切な帝王切開を行うことで予防できる。 治療には通常、手術が行われる。早期に治療した場合、尿道カテーテルを用いると治癒に役立つことがある。また、カウンセリングが役立つ場合もある。サハラ以南のアフリカ、アジア、アラブ地域、ラテンアメリカにいおいて推定200万人の女性が産科瘻孔に罹患しており、年間約75,000人の新規症例が発症している。先進国での発症はほとんどみられない。 